# Уэдд, Патрик
Патрик Уэдд (англ. Patrick Wedd; род. 4 января 1948, Симкоу, провинция Онтарио) — канадский органист и композитор.
Учился в Торонто, затем в Университете Британской Колумбии, совершенствовал исполнительское мастерство в Бельгии под руководством Флора Петерса. С 1970 г. титулярный органист различных храмов Канады, в том числе в 1975—1986 гг. в кафедральном соборе Ванкувера, в 1983 г. музыкальный руководитель церемонии открытия ассамблеи Всемирного Совета Церквей в Ванкувере. Затем работал в Монреале. Записал более десяти альбомов, включающих как классический репертуар (Бах, Гендель, Телеман, Брунс, Видор, Вьерн и т. д.), так и органную и духовную музыку новейшего времени. Автор многих хоровых и органных сочинений.